# 萬曰軾
萬曰軾（16世紀—17世紀），字養初，江西南昌府武寧縣江陰鄉山前人，明朝政治人物。

## 生平
萬曰軾是萬曆十年（1582年）壬午科順天鄉試舉人，十七年（1589年）授東流知縣，東流臨江素有盜患，他捕獲賊人首領數人置法，二十二年（1594年）調陽江知縣，於荒年極力勸賑捐米，有人要求他驅趕流民，他卻說：「民饑就我，逐之不義。」煮糜粥供應災民，救活者以萬計，再調鄖西知縣，捐資七百餘以解除礦稅之累，並向上級請求減徵，地方人民不再遷離，陞定番州知州，上陳馭邊六事，得當道嘉納，治行稱為貴州第一，去世後入祀鄉賢祠。

## 引用
1. 1 2  道光《武寧縣志·卷二十二·人物》：萬曰軾，字養初，江陰鄉山前人，中萬厯壬午解試，初任東流縣知縣，東流瀕江素患盜，軾捕獲渠魁數人置於法，醜類盡解，尋改陽江，復移鄖西，故有礦，時以權璫領採榷事，鄖民苦其稅流徙旁縣，軾捐貲七百餘，釋民所負，力請減徵，鄖民復聚，擢定番州知州，陳馭邊六事，當道嘉納之，攷治行者稱為黔中第一人，卒祀鄉賢。
2. ↑  道光《陽江縣志·卷四·官師志》：萬曰軾，江西人，萬厯甲午由舉人知陽江縣事，為人□擅識，度盤根錯節迎刃而解，然亦不善淵察，值歲饑斗米百錢，曰軾勸賑捐措備極勞瘁，流民聚曰：「眾穀踴貴，居民皇皇，競欲逐之。」曰軾曰：「民饑就我，逐之不義。」乃悉意區處作糜粥以食之，存活以萬計。